# 하쿠바오이케역
하쿠바오이케역(일본어: 白馬大池駅)은 일본 나가노현 기타아즈미군 오타리촌에 위치한 동일본 여객철도 오이토 선의 철도역이다. 역 번호는 11번이며, 단선 승강장 1면 1선의 구조를 갖춘 지상역이다.

## 이용 현황
| 승차 인원 추이 | 승차 인원 추이 |
| 연도           | 1일 평균       |
| -------------- | -------------- |
| 2007           | 15             |
| 2010           | 10             |
| 2011           | 9              |

## 역 주변
- 국도 제148호선
- 쓰가이케 고원
  - 쓰가이케 고원 스키장

## 역사
- 1948년 9월 25일 : 국철의 역으로서 개업. 여객 영업만.
- 1983년 3월 25일 : 간이 위탁화.
- 1987년 4월 1일 : 일본국유철도 분할 민영화에 의해, 동일본 여객철도가 승계.
- 2000년 4월 1일 : 간이 위탁 종료.
- 2014년
  - 11월 22일 : 나가노 현 가미시로 단층 지진에 의해, 이 역을 지나 시나노오마치 - 이토이가와 역 간이 통행 불가.
  - 12월 7일 : 하쿠바 - 미나미오타리 간의 운행을 재개.

## 인접 역
| 동일본 여객철도 오이토 선       | 동일본 여객철도 오이토 선 | 동일본 여객철도 오이토 선                |
| ------------------------------- | ------------------------- | ---------------------------------------- |
| 12 시나노모리우에 마쓰모토 방면 | ■ 오이토 선               | 지쿠니 10 미나미오타리 · 이토이가와 방면 |